# Nebiat Habtemariam
Nebiat Habtemariam Measho (* 29. Dezember 1978 in Adi-Kinzinab) ist eine ehemalige eritreische Leichtathletin. Sie hatte sich auf den Marathonlauf spezialisiert.

## Biografie
Nebiat Habtemariam startete bei den Olympischen Spielen 2000 in Sydney und Olympische Sommerspiele 2004 in Athen über 5000 Meter. Sie erreichte jedoch mit den Plätzen 15 und 20 keine Medaille. Beide Male war sie Fahnenträgerin der eritreischen Mannschaft. Bei ihrer dritten Olympiateilnahme in Peking 2008 belegte sie im Marathonlauf den 47. Platz. Bei den Weltmeisterschaften 2015, die ebenfalls in der chinesischen Hauptstadt stattfanden, wurde sie 34. Zuletzt erreichte sie bei den Olympischen Spielen 2016 in Rio de Janeiro den 80. Platz im Marathonrennen.